# Archidium phascoides
Archidium phascoides là một loài rêu trong họ Archidiaceae. Loài này được Brid. mô tả khoa học đầu tiên năm 1827.